# Pozos de Dolores
Los pozos de Dolores son afloraciones de agua que aparecen cerca del pueblo de Dolores, en la Pampa del Tamarugal.

## Historia
Francisco Solano Asta-Buruaga y Cienfuegos escribió en 1899 en su obra póstuma Diccionario Geográfico de la República de Chile sobre los pozos:
Dolores (Pozo de Nuestra Señora de los).-—Salitral del departamento de Pisagua con estación del ferrocarril que sale de su capital hacia las pampas del sudeste donde esa se encuentra, distante de esta ciudad 50 kilómetros, y deja al S. á cuatro á la estación de San Francisco. En el espacio intermedio entre ésta y Dolores, se verificó el 19 de noviembre de 1879 un encuentro militar favorable á las armas de Chile durante la guerra con el Perú, y en su conmemoración se ha erigido en esa fecha de 1889 una columna de diez metros de altura, habiéndose inhumado en su base los restos de los que allí murieron.
Sobre el afloramiento de aguas y su historia escribe Luis Risopatrón en su Diccionario Jeográfico de Chile publicado en 1924:: 301 
Dolores (Pozos de) 19° 40’ 69° 58'. Dan 180 m³ dé agua en 24 horas i se encuentran en el borde W de la pampa del Tamarugal, contiguos a la aldea de aquel nombre; por su posesión se libró una batalla, favorable a las armas chilenas, durante la guerra del Pacífico, el 19 de noviembre de 1879 i en su vecindad se erijió diez años mas tarde un monumento conmemorativo, en el que se inhumaron los restos dé los que allí murieron. 62, II, p. 385; i pozo en 149, i, o. 136; i de Nuestra Señora de los Dolores en 155, p. 257.